# Тихонов, Николай Александрович
Никола́й Алекса́ндрович Ти́хонов (1 [14] мая 1905, Харьков — 1 июня 1997, Петрово-Дальнее, Московская область) — советский государственный и партийный деятель. Председатель Совета Министров СССР в 1980—1985 году, один из самых пожилых глав правительства (с 75 до 80 лет) в послевоенной истории Европы (рекорд принадлежит Конраду Аденауэру, ушедшему в отставку с поста канцлера ФРГ в 87 лет).

## Биография
Родился в семье инженера. В 1920—1924 годах учился в Екатерининском техникуме путей сообщения (ныне Днепропетровский техникум путей сообщения). С 1924 года работал помощником машиниста паровоза.
В 1930 году окончил Днепропетровский металлургический институт. Работал на Днепропетровском металлургическом и трубопрокатном заводе им. В. И. Ленина инженером, с 1933 года — заместителем начальника цеха, с января 1938 года — начальником цеха, с января 1940 года — главным инженером. В конце 1930-х годов познакомился с Л. И. Брежневым. В сентябре 1940 года вступил в ВКП(б).
С сентября 1941 года был главным инженером Новотрубного завода в Первоуральске Свердловской области. В 1943 году вместе с коллективом завода, удостоенным Сталинской премии, передал денежные средства в количестве 100 000 рублей в Фонд обороны.
С июля 1947 года по декабрь 1950 года работал директором Южно-трубного металлургического завода в Никополе. Добивался не только высоких производственных показателей, но и заботился о людях. Одним из первых в области открыл стационар для заболевших рабочих, организовал хорошую столовую, восстановил разбитую во время войны дорогу, отремонтировал заводской клуб.
С декабря 1950 года был начальником Главного управления трубной промышленности Министерства чёрной металлургии СССР; с сентября 1955 года — заместителем министра чёрной металлургии СССР, отвечал за трубную промышленность.
В 1957—1960 годах — председатель Днепропетровского совнархоза. В 1959 году входил в состав советской делегации, которая, во главе с Первым секретарём ЦК КПСС Н. С. Хрущёвым, совершила первый официальный визит в США. В 1960 году стал заместителем председателя Государственного научно-экономического совета Совета министров СССР.
На XXII съезде партии в 1961 году был избран кандидатом в члены ЦК КПСС. С 1963 по 1965 год занимал пост заместителя председателя Госплана СССР.
После прихода к власти Брежнева начался быстрый карьерный рост Тихонова: в 1965 году он был назначен заместителем председателя Совета министров СССР, в 1966 году стал членом ЦК КПСС; в 1975 году получил звание Героя Социалистического Труда. В 1976 году Тихонов назначен первым заместителем председателя Совета министров и, поскольку председатель Совета министров А. Н. Косыгин в последние годы пребывания на этом посту по состоянию здоровья нередко отходил от дел, Тихонову приходилось исполнять его обязанности. 27 ноября 1978 года он был избран кандидатом в члены Политбюро ЦК КПСС и 27 ноября 1979 года переведён из кандидатов в члены Политбюро.
23 октября 1980 года Верховный Совет СССР утвердил Тихонова в должности председателя Совета министров. В 1982 году он получил вторую Золотую Звезду Героя Соцтруда.

## Советский премьер
Тихонов был хозяйственником-практиком, не интересовавшимся политическими вопросами, чуждым интриг, в меру прямолинейным, но осторожным, лично безупречно честным. Не был он и бессловесным исполнителем высшей воли, в частности не стеснялся критиковать Косыгина и Брежнева по отдельным вопросам. Настаивал на соблюдении строгого порядка решения вопросов, выступал против «телефонного права».

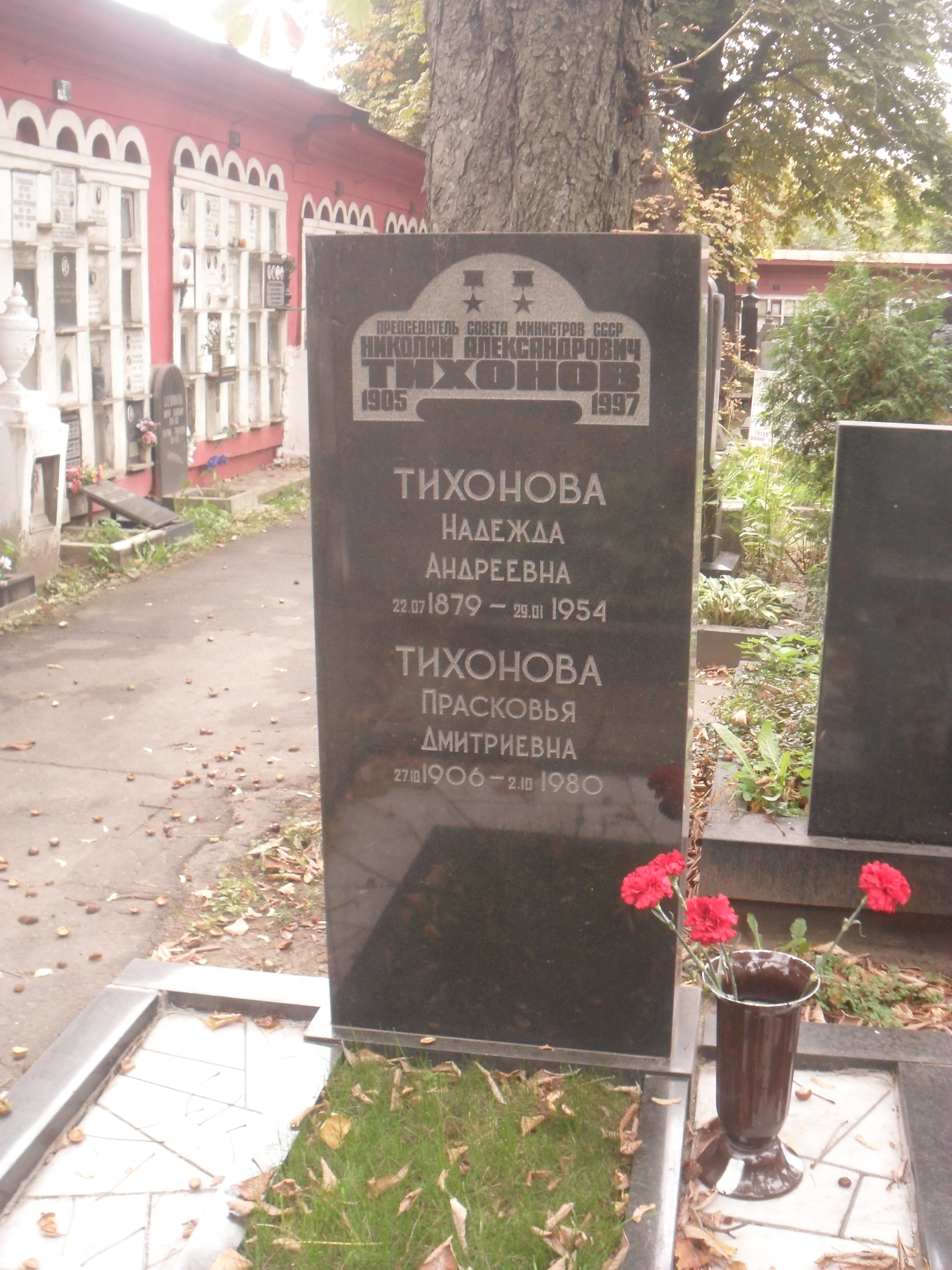
Могила Н. А. Тихонова на Новодевичьем кладбище Москвы.

За пять лет премьерства Тихонова ушла из жизни значительная часть Политбюро и сменились четыре генсека. Это делало фигуру главы советского правительства особенно важной. Тихонов сыграл значимую роль в выработке проекта экономической реформы, возглавив образованную 26 апреля 1984 года Комиссию Политбюро по совершенствованию управления народным хозяйством. По мнению Игоря Простякова, в то время заведующего одноимённым отделом Управления делами Совмина, в феврале 1984 года, тогда ещё временная, комиссия под руководством Тихонова фактически взяла на себя функции Политбюро и Совмина в условиях временного институционального безвластия. Основным направлением проработки реформ в 1984 году стал отказ от административно-дисциплинирующего давления в духе Андропова и развитие его же идей по экономической либерализации. Комиссией, также известной как «комиссия Тихонова—Горбачёва», обсуждались различные идеи по созданию «социалистического рынка», усилению самостоятельности предприятий, отказа от внешнеэкономической монополии, которые впоследствии были реализованы М. С. Горбачёвым в ходе Перестройки.
27 сентября 1985 года Николай Александрович Тихонов был официально освобождён от обязанностей Председателя Совета Министров СССР «по состоянию здоровья» (атеросклероз мозговых сосудов); новым Председателем Совета Министров СССР был назначен значительно более молодой и близкий Горбачёву Николай Рыжков. 15 октября 1985 года Пленум ЦК КПСС вывел его из членов Политбюро ЦК КПСС. В 1986—1988 годах — государственный советник при Президиуме ВС СССР. С 1988 года был персональным пенсионером союзного значения.

«Как получил трёхкомнатную квартиру, когда был зампредом, так и жил в ней с женой до самой смерти. Детей у них не было, и жили они очень скромно. Ему, как бывшему премьеру, оставили дачу, охрану, назначили персональную пенсию. Никаких сбережений у Тихонова не оказалось. Когда он работал в правительстве, все свои деньги они с женой тратили на покупку автобусов, которые дарили пионерлагерям и школам. После ликвидации СССР персональную пенсию отменили, и Николай Александрович получал обычную пенсию по старости. И ребята из охраны скидывались, чтобы купить ему фрукты» — Михаил Смиртюков, 2000 г.
В последние годы жил уединённо, с воспоминаниями и интервью не выступал. По одной версии, незадолго до смерти написал письмо на имя Ельцина: «Прошу похоронить меня за государственный счёт, поскольку у меня нет финансовых накоплений», по другой версии — организацию похорон осуществило
Правительство Российской Федерации постановлением от 2 июня 1997 года № 653.
Скончался 1 июня 1997 года в Подмосковье. Похоронен в Москве на Новодевичьем кладбище рядом с матерью и женой (участок № 4).

## Награды и звания
- Дважды Герой Социалистического Труда (13.05.1975, 12.10.1982).
- девять орденов Ленина (26.03.1939, 31.03.1945, 04.09.1948, 05.11.1954, 19.07.1958, 26.11.1971, 13.05.1975, 12.10.1982, 13.05.1985)
- орден Октябрьской Революции (13.05.1980)
- орден Отечественной войны 1-й степени (23.04.1985)
- два ордена Трудового Красного Знамени (24.01.1950; 13.05.1965)
- орден Красной Звезды (10.04.1943)
- Сталинская премия первой степени (1943) — за коренное усовершенствование производства миномётных труб и деталей боеприпасов
- Сталинская премия третьей степени (1951) — за разработку и освоение производства бесшовных труб большого диаметра
- Орден Клемента Готвальда (Чехословакия, 18.4.1985)[11]
- Доктор технических наук (1961).
- Депутат Верховного Совета СССР 5—11 созывов (с 1958 года).
- Димитровская премия (Народная Республика Болгария, 14.06.1984)[12]

## Киновоплощения
Валерий Ивченко в телесериале «Брежнев» (2005).